# Kathleen Vermeiren
Pour les articles homonymes, voir Vermeiren.
Kathleen Vermeiren, née le 23 septembre 1978 à Herentals, est une coureuse cycliste belge.

## Palmarès sur route
- 2004
  - 3e de Le Bizet
- 2005
  - 2e étape de Boekel
  - 2e de Westfriese Dorpenomloop

## Palmarès sur piste
- 1996
  - 3e de la vitesse
- 1997
  - 3e de la vitesse
- 1998
  - 2e de la poursuite
- 1999
  - 3e de l'omnium

## Palmarès en cyclo-cross

### Championnats du monde
- 2000 Sint-Michielsgestel
  - 33e de la course en ligne
- 2001 Tábor
  - 29e de la course en ligne
- 2002 Zolder
  - 17e de la course en ligne

### Championnats nationaux
- 2001
  -  Championne de Belgique de cyclo-cross
- 2002
  - 2e du championnat de Belgique de cyclo-cross
- 2004
  - 3e du championnat de Belgique de cyclo-cross